# Guerra de cuarta generación
La llamada guerra de cuarta generación es una denominación dentro de la doctrina militar estadounidense que comprende a la guerra de guerrillas, la guerra asimétrica, la guerra de baja intensidad, la guerra sucia, el terrorismo de Estado u operaciones similares y encubiertas, la guerra popular, la guerra civil, el terrorismo y el contraterrorismo, además de la propaganda, en combinación con estrategias no convencionales de combate que incluyen la cibernética, la población civil y la política. En este tipo de guerras no hay enfrentamiento entre ejércitos regulares ni necesariamente entre estados, sino entre un estado y grupos violentos o mayormente entre grupos violentos de naturaleza política, económica, religiosa o étnica.

## Origen
El término se originó en 1989 cuando William Lind y cuatro oficiales del Ejército y del Cuerpo de Marines estadounidense, titularon un documento: "The Changing Face of War: Into the Fourth Generation", ("El rostro cambiante de la guerra: hacia la cuarta generación").  Ese año, el documento se publicó simultáneamente en la edición de octubre del Military Review y la Marine Corps Gazette. Está relacionado con la guerra asimétrica y la guerra contraterrorista
Lind, siguiendo a otros teóricos, estructuró la guerra moderna en cuatro generaciones o fases:

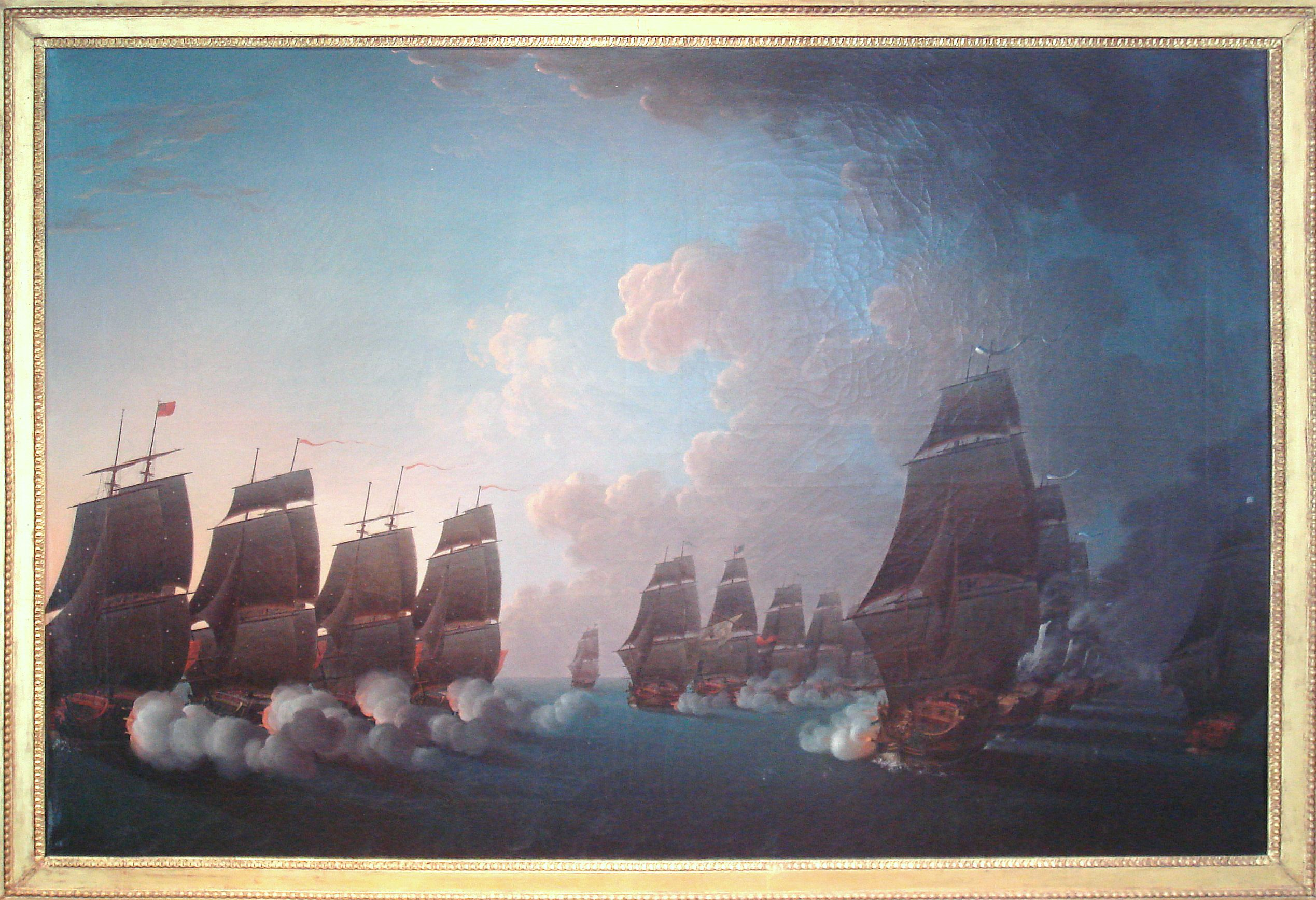
Combate de la Dominica en la Guerra de la Independencia de Estados Unidos, la primera generación de guerras.

1- Primera Generación: Se inicia con las armas de fuego y la formación de ejércitos profesionales al servicio de los estados en reemplazo de milicias mercenarias al mando de diversos poderes en un mismo país, la búsqueda de un mayor poder de fuego llevara a la industrialización de la guerra. Alcanzan su cúspide con las Guerras Napoleónicas.
Destacan como ejemplos:
- Guerra de Sucesión Española
- Guerra de los Siete Años
- Guerra de Independencia de Estados Unidos
- Guerras Napoleónicas
- Guerras de independencia hispanoamericanas
- Guerra de Secesión

Primera Guerra Mundial, ejemplo de guerra de segunda generación.

2- Segunda Generación: Se inicia con la industrialización y la mecanización, su elemento fundamental es la capacidad de movilización de grandes ejércitos y el uso de maquinaria bélica. El desarrollo de un mayor poder de fuego provocó que se usaran trincheras como medio de protección de los soldados, provocando las llamadas guerras de desgaste. La Primera Guerra Mundial sería la cúspide de este tipo de guerra. En esta etapa las bajas civiles son minoritarias, provocadas como consecuencias secundarias de los combates y el destinar todos los recursos al esfuerzo bélico.
Destacan como ejemplos:
- Guerra de los Bóer
- Primera Guerra Mundial
- Guerra Greco-Turca
- Guerra Polaco-Soviética
- Guerra del Chaco
- Guerra Irán-Irak
- Conflicto del Beagle
- Guerra entre Etiopía y Eritrea

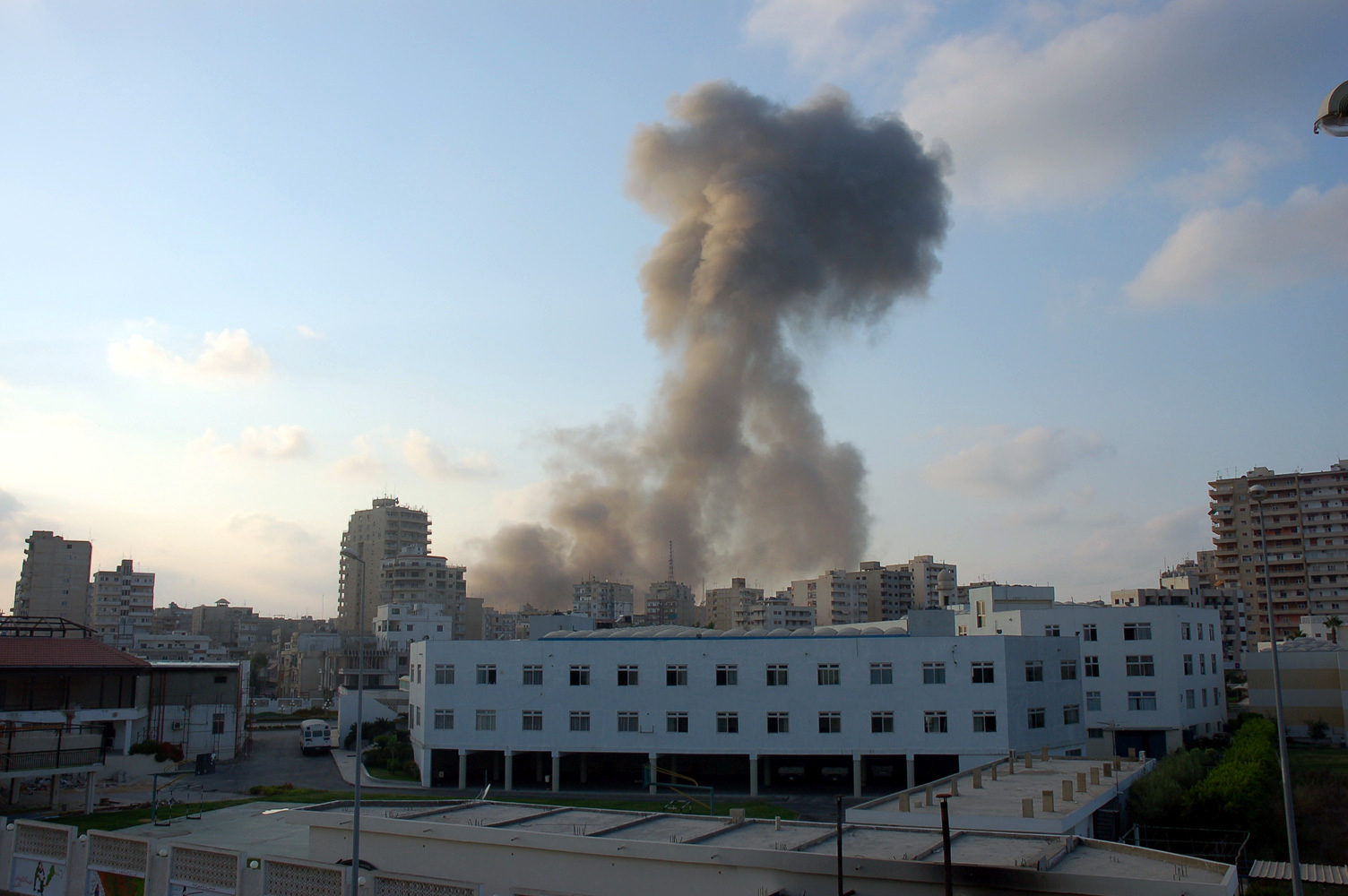
Israel se basa en su superioridad militar para atacar a países enemigos, un ejemplo de la Tercera Generación de guerras, en la imagen la guerra contra el Líbano.

3- Tercera Generación: Se inicia con la guerra relámpago o Blitzkrieg  del ejército alemán, durante la Segunda Guerra Mundial. Surgió producto de la mecanización de los ejércitos (particularmente la invención de los tanques en la Gran Guerra) para romper el estancamiento de la guerra de trincheras. Se basa en la velocidad y sorpresa de un ataque, en la base de una superioridad tecnológica sobre el enemigo, impidiendo cualquier ejecución de defensa coordinada del atacado, el ataque se funda en la concentración de fuerzas  aéreas y terrestres coordinadas, en la interrupción de comunicaciones del enemigo y en el aislamiento logístico de sus defensas, causando un intencional impacto psicológico aterrador, en esta etapa se ataca masivamente a los civiles para impedir que estos sostengan la industria bélica que necesita el enemigo para continuar la guerra. La Blitzkrieg  fue usada por EE. UU. en la Invasión de Irak de 2003 y por  Israel en la Guerra del Líbano de 2006. Los resultados de dichos conflictos cuestionan la efectividad moderna de este tipo de guerra.
Destacan como ejemplos:
- Guerra civil española
- Segunda Guerra Mundial
- Guerra de Corea
- Guerra de los Seis Días
- Guerra de Yom Kipur
- Guerra del Golfo
- Invasión de Irak de 2003
- Guerra del Líbano de 2006

4- Cuarta Generación: Al basarse la generación anterior en la superioridad tecnológica llega a surgir un gran poder de ataque militar. La única forma sensata de intentar enfrentar es el uso de fuerzas irregulares ocultas que ataquen sorpresivamente al enemigo, tratando de provocar su derrota al desestabilizar a su rival, es decir, con el uso de tácticas no convencionales de combate. En estas tácticas las grandes batallas desaparecen casi por completo, solo sucediendo cuando la fuerza irregular se atrinchera en un centro urbano y la fuerza regular impide su escape, produciéndose una batalla urbana, como en el caso de Faluya (lo que aumenta el daño a civiles). En esta etapa el ataque a civiles es esencial para ambas partes, el enemigo más débil ataca los civiles para negarle apoyo y debilitar la posición del rival. Para el más fuerte el buscar al enemigo oculto implica encontrar y acabar de cualquier manera con él, sin importar el coste de vida civiles.
Destacan como ejemplos:
- Guerra civil china
- Guerra de Vietnam
- Conflicto armado en Colombia
- Guerra contra los narcos
- Guerra civil de Angola
- Guerra de Afganistán (1978-1992)
- Guerra Civil Somalí
- Segunda guerra del Congo
- Guerra Contra el Terrorismo
- Guerras Yugoslavas

En 1991 Martin Van Creveld publicó The Transformation Of War obra que le daría cuerpo intelectual a la Guerra de Cuarta Generación. Básicamente la primera generación se basa en movilizar la mano de obra, la segunda en el poder de fuego y la tercera en la libertad de maniobra.